# Eliel Persson
Johan Eliel Persson, född 16 juni 1901 i Saltvik, död där 23 juni 1991, var en finländsk politiker och bonde.
Persson var ledamot av Ålands landsting 1946–1948, 1952–1954 och 1958–1971, parlamentets andre vice talman 1958–1967 och förste vice talman 1967–1971. Han var en av 1900-talets mest respekterade och inflytelserika åländska politiker, verksam inte minst som brobyggare mellan olika fraktioner i den ständigt pågående debatten om hur självstyrelsen skulle utformas. Ideologiskt byggde han på arvet från "Ålandskungen" Julius Sundblom. I hemkommunen Saltvik var Persson länge ordförande i kommunalfullmäktige och han stod i spetsen för flera åländska jordbrukarorganisationer.